# Замостя (Петропавловський район)
Замостя (рос. Замостье) — хутір у Петропавловському районі Воронезької області Російської Федерації.
Населення становить 459 осіб. Входить до складу муніципального утворення Бичковське сільське поселення.

## Історія
Населений пункт розташований у межах суцільної української етнічної території, частини Східної Слобожанщини. До Перших визвольних змагань належав до Воронезької губернії.
Згідно із законом від 15 жовтня 2004 року входить до складу муніципального утворення Бичковське сільське поселення.

## Населення
| 2010 |
| ---- |
| 459  |